# اندیس آنومالی شمال پول
آنومالی شمال پول یک اندیس فلزی است که در حوالی شهر بلده استان مازندران قرار دارد و مادهٔ معدنی موجود در آن، طلا است.سنگ میزبان این اندیس سنگ‌آهک، مارن، شیل، ماسه‌سنگ است  